# Xavier de Courville
Xavier-Ignace-Marie-Auguste Bernard de Courville (Lorient, 23 settembre 1894 – Cachan, 1º agosto 1984) è stato uno scrittore, storico e direttore di teatro francese.

## Biografia
Direttore artistico e attore della Petite Scène, théâtre ambulant con sede fissa a Parigi al Théâtre Club, scrittore di cose teatrali, come lo studio monumentale su Luigi Riccoboni Un apótre de l'art du théàtre au XVIll, fu un acuto indagatore del teatro settecentesco italiano e francese.
Xavier de Courville cominciò la sua carriera negli anni venti a Parigi come direttore artistico delle due compagnie teatrali da lui fondate: La Petite Scène e le Théâtre Arlequin.
Il 18 settembre 1936 sposò la figlia del compositore Henri Casadesus, Jacqueline (1903-1976), pianista, cantante e attrice, cresciuta nella tradizione artistica della famiglia Casadesus. La coppia ebbe due figli, Renee (1938) e Bernadette (1942-2014), avviati entrambi al teatro sin dall'infanzia.
Fondata con sua sorella, Marie-Ange Rivain, la Petite Scène mise in scena, dal 1919 al 1931, una serie di lavori lirici e drammatici, tra cui Les Amants magnifiques di Molière, Les Sincères di Marivaux, La vita che ti diedi di Pirandello.
Nel 1936 l'Académie française gli assegnò il Prix de l’Académie per il saggio Jomini ou le devin de Napoléon.

## Opere
- L'Adieu aux noces ou la Dernière Lettre de Bernard d'Escland, 1927.
- L'Île des misanthropes, Fast, 1927.
- Le Rêve de Cinyras, comédie lyrique en 3 actes et 5 tableaux, paroles de Xavier de Courville, musique de Vincent d'Indy, 1927.
- Théâtre de Marivaux (5 vol.), notes de Xavier de Courville, Poche, 1929.
- Jomini ou le devin de Napoléon, préface de Jacques Bainville, Le Livre d'Histoire, 1934.
- Jean Racine, Bajazet, mise en scène et commentaires de Xavier de Courville, 1935.
- Décors de théâtre : invention, construction, peinture, conseils d'un artisan aux amateurs, 1949.
- Un apôtre de l'art du théâtre au XVIII : Luigi Riccoboni, dit Lélio (1676-1715), Genève, Slatkine, 1969.